# Thessalische Münzen

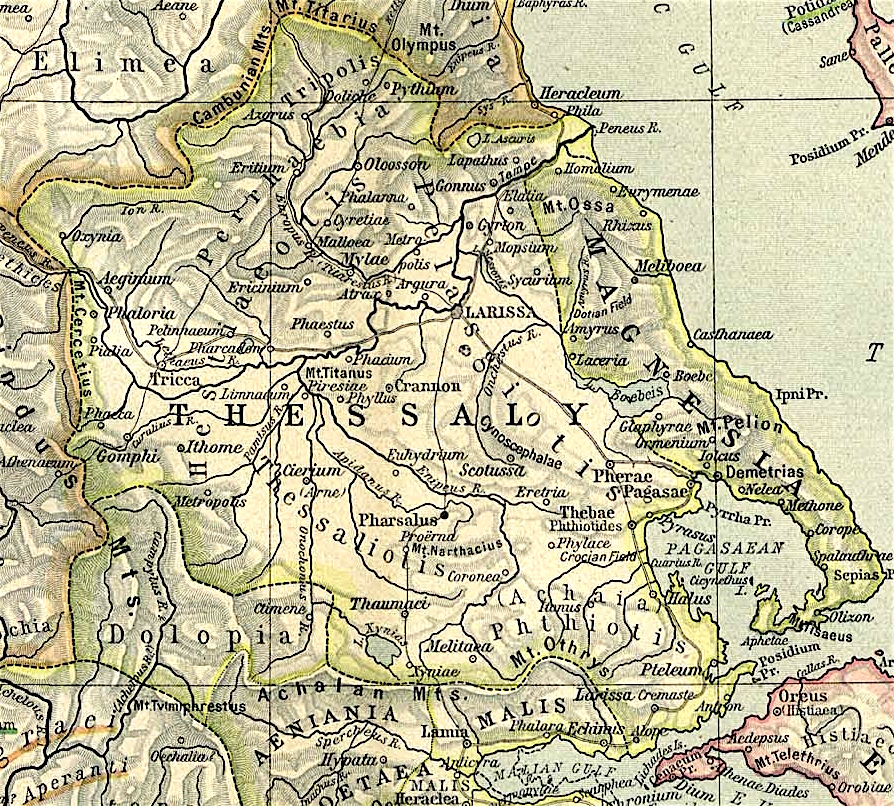
Die Region Thessalien in der Antike

Die Münzprägungen der Region Thessalien sind nicht einheitlich. Es existieren verschiedene Stadtprägungen sowie Bundesprägungen, die jedoch nicht kontinuierlich sind. Erste regionale Münzprägungen gibt es bereits seit dem 6. Jahrhundert v. Chr.

## Stadtprägungen
Die Stadtprägungen Thessaliens unterscheiden sich in der Wahl der Motive wie auch in der Wahl des Münzfußes. Häufig sind jedoch das Motiv des Stierbändigers und das des Pferdes. 

### Larisa
Die frühesten Prägungen der Stadt Larisa stammen aus dem 6. Jahrhundert v. Chr. und sind im persischen Münzfuß (5,7 g) geprägt. Münzen dieses Gewichtes werden bis zur Schlacht von Plataiai 479 v. Chr. produziert. Parallel dazu beginnt jedoch eine Prägetätigkeit nach aiginetischem Standard (6,3 g), welche Drachmen, Triobolen und Obolen in Umlauf bringt und sich nach dem Zurückdrängen der Perser im Laufe des 5. Jahrhunderts v. Chr. endgültig durchsetzt. Die Wahl dieses Münzfußes zeigt dessen starke wirtschaftliche Bedeutung: So orientiert sich der Handel Larisas eher an Böotien und Phokis und weniger an Athen oder Euböa. Geprägt werden in dieser frühen Phase Drachmen, Hemidrachmen, Trihemiobolen und Obolen. Motive sind Pferde und Weizenähren auf der Vorderseite, wohl eine Anspielung auf die fruchtbare Landschaft Thessaliens, sowie eine Sandale auf der Rückseite. Häufig sind auch Exemplare, die die Nymphe Larisa zeigen, von der bekannt ist, dass sie einst beim Ballspiel im Peneios ertrank. Ab der Mitte des 5. Jahrhunderts v. Chr. tritt vermehrt das Motiv des Stierbändigers auf der Vorderseite und das des gezäumten, sich aufbäumenden Pferdes auf der Rückseite auf. Diese Darstellungen werden als Hinweis auf den lokalen Poseidonkult gedeutet, bei dem ein wilder Stier gejagt und geopfert worden ist, sowie auf die Darstellung des Gottes Poseidon in Pferde- beziehungsweise Stiergestalt.
Die Prägungen aus der ersten Hälfte des 4. Jahrhunderts v. Chr. zeigen den Kopf der Nymphe Larisa im Dreiviertel-Profil, der sich stilistisch an Prägungen der Stadt Syrakus anlehnt, auf der Vorderseite und auf der Rückseite ein grasendes oder schreitendes Pferd.
334/3 v. Chr. enden die Prägeaktivitäten in lokalem Stil, da Thessalien nun in das makedonische Herrschaftsgebiet von Philipp II. von Makedonien und dessen Sohn Alexander den Großen fällt.

### Pherai
Die Stadtprägungen Pherais zeigen in klassischer Zeit vorwiegend das Motiv des Stierbändigers mit Petasos auf der Vorderseite und auf der Rückseite ein gezäumtes galoppierendes Pferd und einen Löwenkopfwasserspeier, der als Verweis auf die Quelle Hyperia gedeutet wird. Ab der zweiten Hälfte des 5. Jahrhunderts v. Chr. werden auch Münzen mit dem Kopf der Hekate auf der Vorderseite und der Nymphe Hyperia auf der Rückseite geprägt.

## Bundesprägungen
Die Gemeinschaftsprägungen der Region Thessalien sind nicht kontinuierlich und lassen sich in mehrere Phasen einteilen:
- Die früheste Phase beginnt ca. 470 v. Chr. und endet 450 v. Chr.[4] Geprägt werden Silbermünzen mit dem Motiv des aus dem Felsen hervorspringenden Pferdes, eine Darstellung der Schöpfung des ersten Pferdes durch Poseidon[5], auf der Vorderseite und einer Weizenähre mit Deckspelzen auf der Rückseite, vermutlich ein Verweis auf die Fruchtbarkeit der Region Thessalien und auf einen lokalen Pheraia-/ Hekatekult. Bei dieser ersten Emissionsphase ist jedoch nicht geklärt, ob es sich um eine Prägung eines „Bundesstaates der Thessaler“ handelt oder um Prägungen eines Stammesstaates, der den Anspruch erhob, für das gesamte Thessalien sprechen zu können.
- Die zweite Prägephase von 361/60 v. Chr. bis 353/52 v. Chr. fand anlässlich des Kampfes des Koinons der Thessaler mit den Athenern gegen den Tyrannen Alexander von Pherai statt. Die Münzen können aber auch aus den Jahren danach, bis zum letztendlichen Eingreifen Philipps II. von Makedonien stammen. Generell scheint jedoch die wirtschaftliche Bedeutung der Münzen gering gewesen zu sein, da lediglich vier Exemplare aus Bronze erhalten sind[6]. Auf der Vorderseite zeigen die Münzen einen bärtigen Porträtkopf im Profil mit einem Eichenkranz und auf der Rückseite eine Darstellung des aus dem Felsen springenden Pferdes.
- Die dritte Phase der Bundesprägungen beginnt um 197 v. Chr., als römische Truppen die makedonischen schlagen und das thessalische Koinon wiederbelebt wird. Die Münzen dieser Prägephase sind die einzigen, die die Aufschrift ΘΕΣΣΑΛΩΝ tragen. Motive dieser letzten Prägephase sind beispielsweise Zeus mit Eichenkranz im Profil auf der Vorderseite sowie ein bewaffneter Krieger mit Schild und Helm auf der Rückseite. Die Münzen werden kontinuierlich, mit einer Unterbrechung in augusteiischer Zeit, bis zur Zeit der Regentschaft des Gallienus geprägt.